# Заводське (Чортківський район)

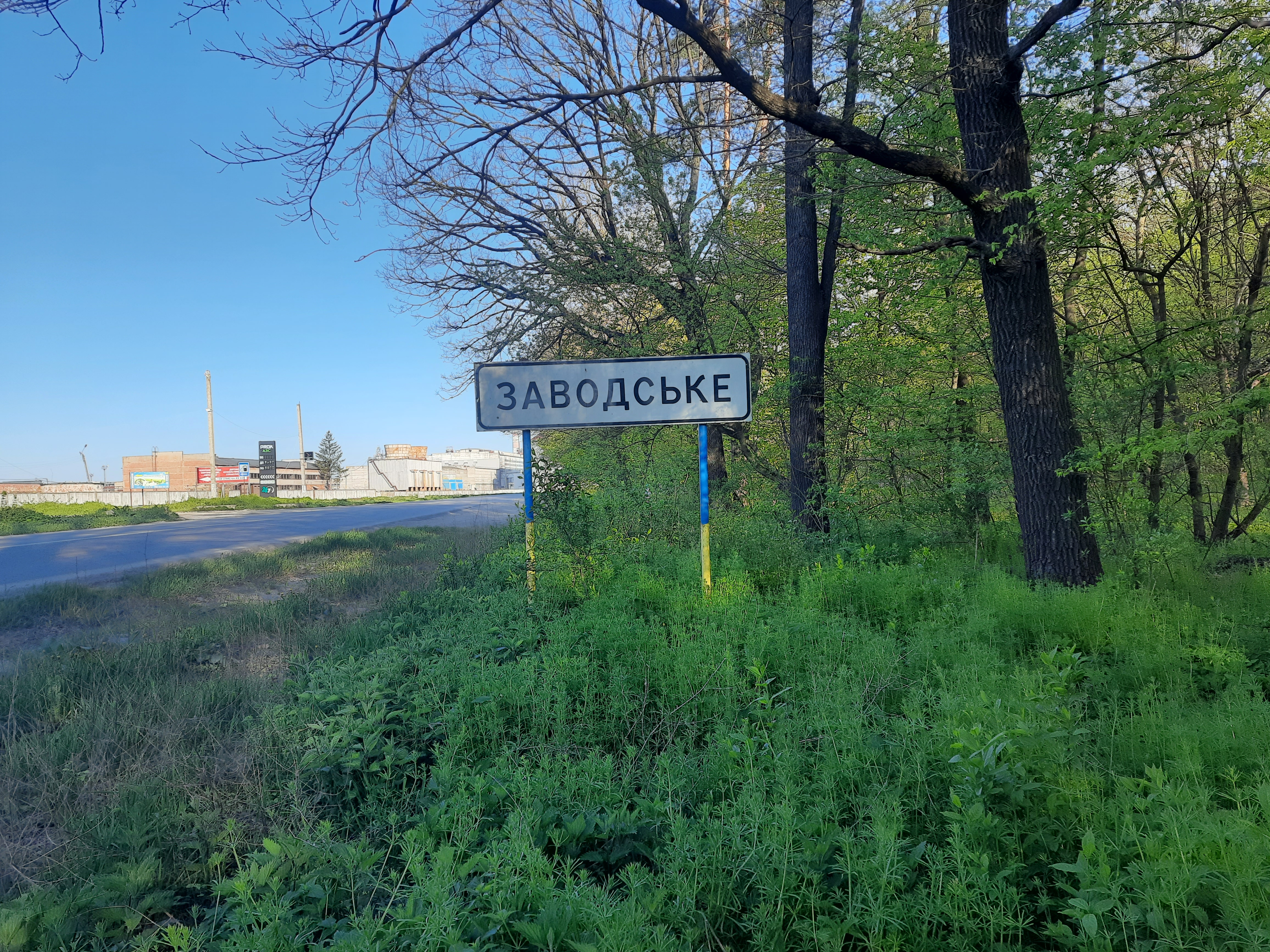
Дорожній знак при в'їзді в село

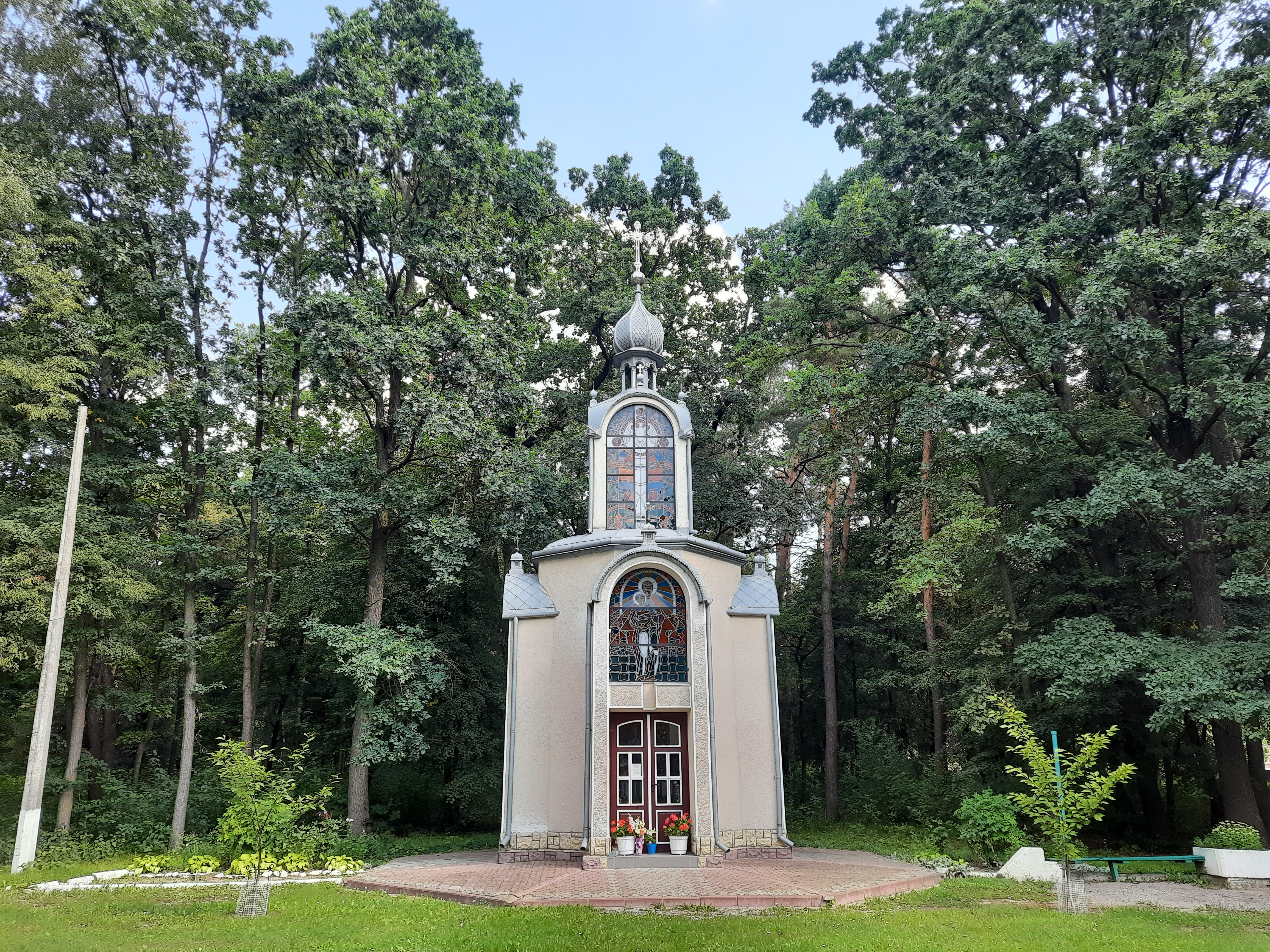
Капличка

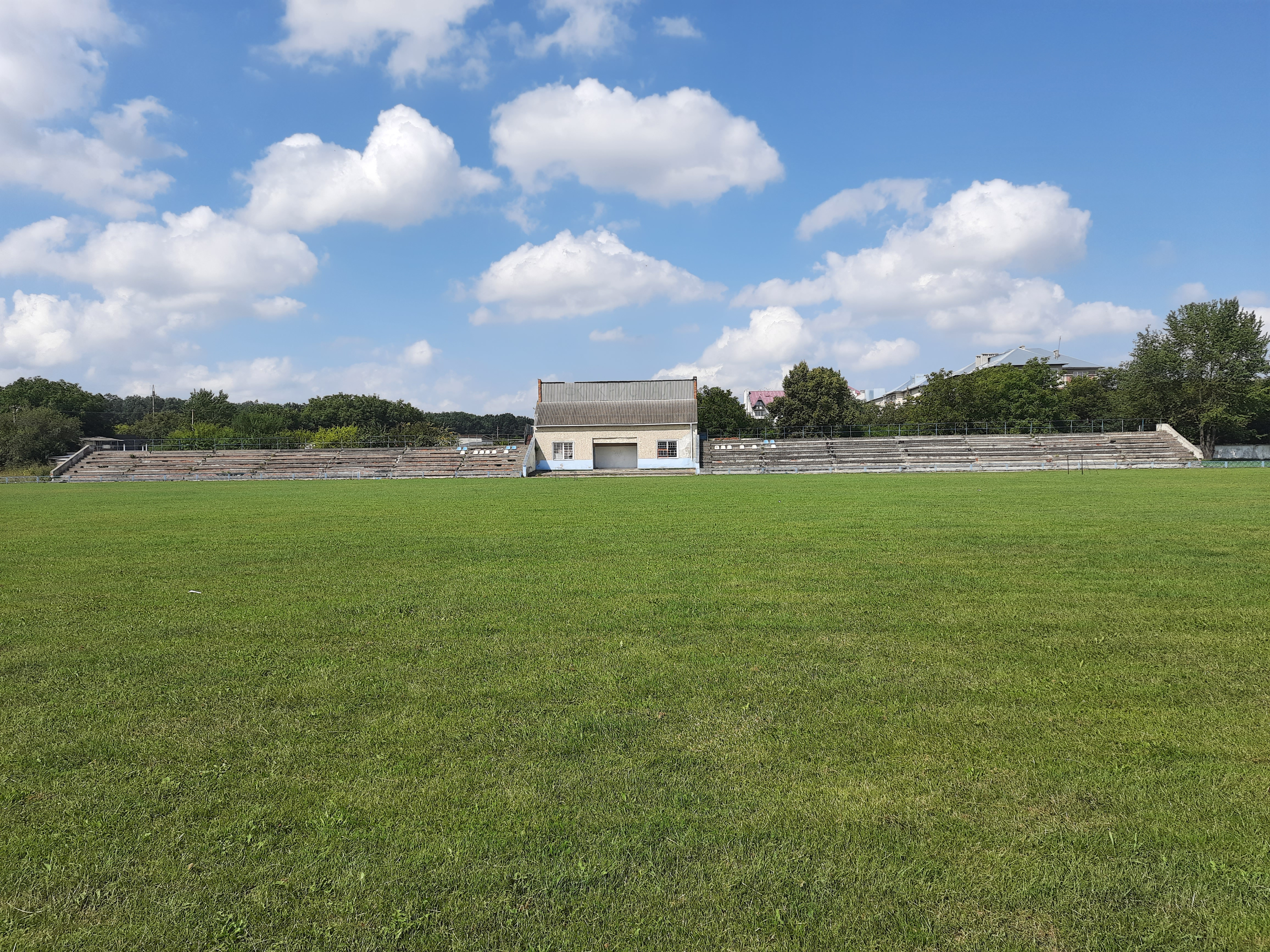
Стадіон

Заводське́ — селище в Україні, Тернопільська область, Чортківський район, Заводська селищна громада. Центр Заводської селищної громади. Розташоване в центрі району за 4 км від районного центру і за 2 км від найближчої залізничної станції Шманьківчики. Засноване 1981 року.
Через селище проліг автомобільний шлях Т 2001 Бучач — Чортків — Скала-Подільська, звідки дорогою Р24 можна добратись до м. Кам'янець-Подільський.

## Населення

### Мова
Розподіл населення за рідною мовою за даними перепису 2001 року:
| Мова            | Кількість | Відсоток |
| --------------- | --------- | -------- |
| українська      | 3044      | 98.61%   |
| російська       | 34        | 1.10%    |
| польська        | 4         | 0.13%    |
| білоруська      | 3         | 0.10%    |
| румунська       | 1         | 0.03%    |
| інші/не вказали | 1         | 0.03%    |
| Усього          | 3087      | 100%     |

## Історія
Перші будинки постали у 1977 році. Поселення збудовано на місці хутора Липники одночасно із будівництвом Чортківського цукрового заводу.
2 липня 1981 року новозбудованому населеному пункту присвоєно назву Заводське. 28 липня 1981 року рішення Тернопільської обласної ради віднести Заводське до категорії селищ міського типу.
З 11 серпня 2015 року центр Заводської селищної громади.
12 червня 2020 року, відповідно до розпорядження Кабінету Міністрів України № 724-р «Про визначення адміністративних центрів та затвердження територій територіальних громад Тернопільської області» увійшло до складу Заводської селищної громади.
19 липня 2020 року, в результаті адміністративно-територіальної реформи та ліквідації Чортківського району (1940—2020), увійшло до складу новоутвореного Чортківського району.
До 2020 року другий за кількістю жителів населений пункт у районі.

## Символіка

### Логотип

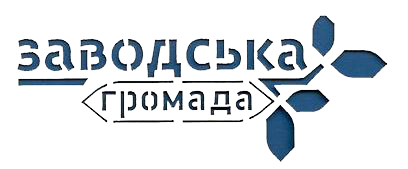
Логотип Заводської громади

Працьовита громада квітуча країна.

## Освіта
У 1979 році відкрито школу.
До 2016 року підпорядковувалася Чортківській районній раді. Від 2016 року у підпорядкуванні Заводської селищної громади.
У липні 2021 року школа отримала статус «опорної».
Директори:
- Кушнір Василь Богданович (2016[13]—2021),
- Зуляк Оксана Богднівна (від 2021)[12].

## Релігія
Є дві церкви святого апостола Андрія Первозванного (ПЦУ) та Зіслання Святого Духа (УГКЦ, 2009).
У селищі міського типу є каплиці:
- Матері Божої
- св. Пантелеймона
- «фігура» архангела Гавриїла.

## Освіта і культура
У селищі діють Чортківське вище професійне училище (від 2002), загальноосвітня школа І-ІІІ ступенів, будинок культури, дошкільний навчальний заклад «Казка», районна школа мистецтв, дитячий оздоровчий комплекс «Голубі паруси», естрадно-циркова студія «Романтика», клуб спелеологів «Кристал», АТС та відділ зв'язку, парк відпочинку.
Створений дитячий ансамбль танцю «Галицькі візерунки» (лауреат Всеукраїнського фестивалю «Галицькі фрески»), лауреат міжнародного фестивалю «Великдень у Космачі».

## Медицина, підприємства
Діють амбулаторія загальної практики та сімейної медицини, три аптеки, заклади торгівлі й побуту.
Працюють ВАТ «Чортківський цукровий завод» (від 1977), ПАП «Леся», ДМП «Селена», приватні підприємства «Антеон», «Горизонт», «Єраз», «Кондор», «Старт», «Холод», малі підприємства «Іва», та «Адоніс», ПМП «Оптиміст», СТзОВ (українсько-польське) «Вікінг», ТзОВ «Афродіта», ТзОВ «КНК», ЖБК «Фіалка» та інші.

## Населення
| Чисельність населення, осіб | Чисельність населення, осіб | Чисельність населення, осіб | Чисельність населення, осіб | Чисельність населення, осіб | Чисельність населення, осіб | Чисельність населення, осіб | Чисельність населення, осіб |
| 1981                        | 1989                        | 2001                        | 2003                        | 2011                        | 2013                        | 2014                        | 2015                        |
| --------------------------- | --------------------------- | --------------------------- | --------------------------- | --------------------------- | --------------------------- | --------------------------- | --------------------------- |
|                             |                             | 3073                        |                             |                             |                             | 3442                        | 3461                        |

## Відомі люди

### Народилися
- Олександр Кіцак — український футболіст.

### Працюють
- Михайло і Тетяна Витягловські — українські художники;
- Степан Шевчук — український художник.

### Почесні громадяни селища
Звання «Почесний громадянин селища Заводське» засноване у 2016 році.
Присвоєно:
- Владислав Селітбовський[20] (нар. ?).

### Селищні голови
- Павлінська Людмила Романівна (нар. 15 січня 1983) — селищний голова Заводського з 25 жовтня 2015 року[21].